# 上総村上駅
上総村上駅（かずさむらかみえき）は、千葉県市原市村上にある、小湊鉄道線の駅である。駅本屋は国の登録有形文化財に登録されている。

## 歴史
- 1927年（昭和2年）2月25日：開業[2]。
- 2013年（平成25年）3月15日：この日をもって窓口業務を終了し、無人駅となる。
- 2016年（平成28年）11月18日：駅本屋について、国の有形文化財（建造物）への登録が答申される[3][4]。
- 2017年（平成29年）5月2日：「小湊鉄道上総村上駅本屋」として国の登録有形文化財に正式登録される[1]。

## 駅構造
相対式ホーム2面2線を有する地上駅。木造駅舎を有する。無人駅であり、自動券売機が設置されている。

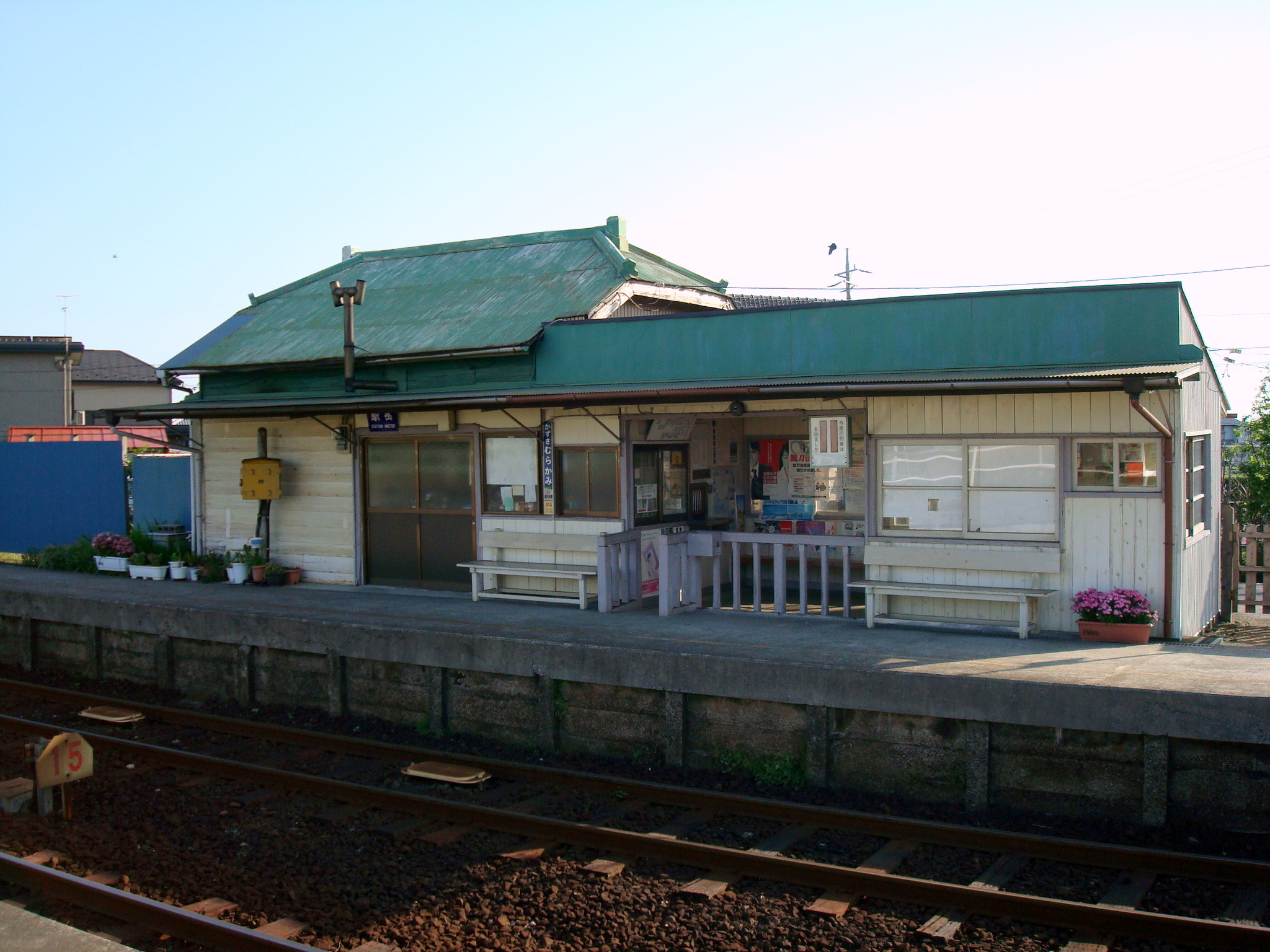
ホーム側より望む駅舎（2008年5月）
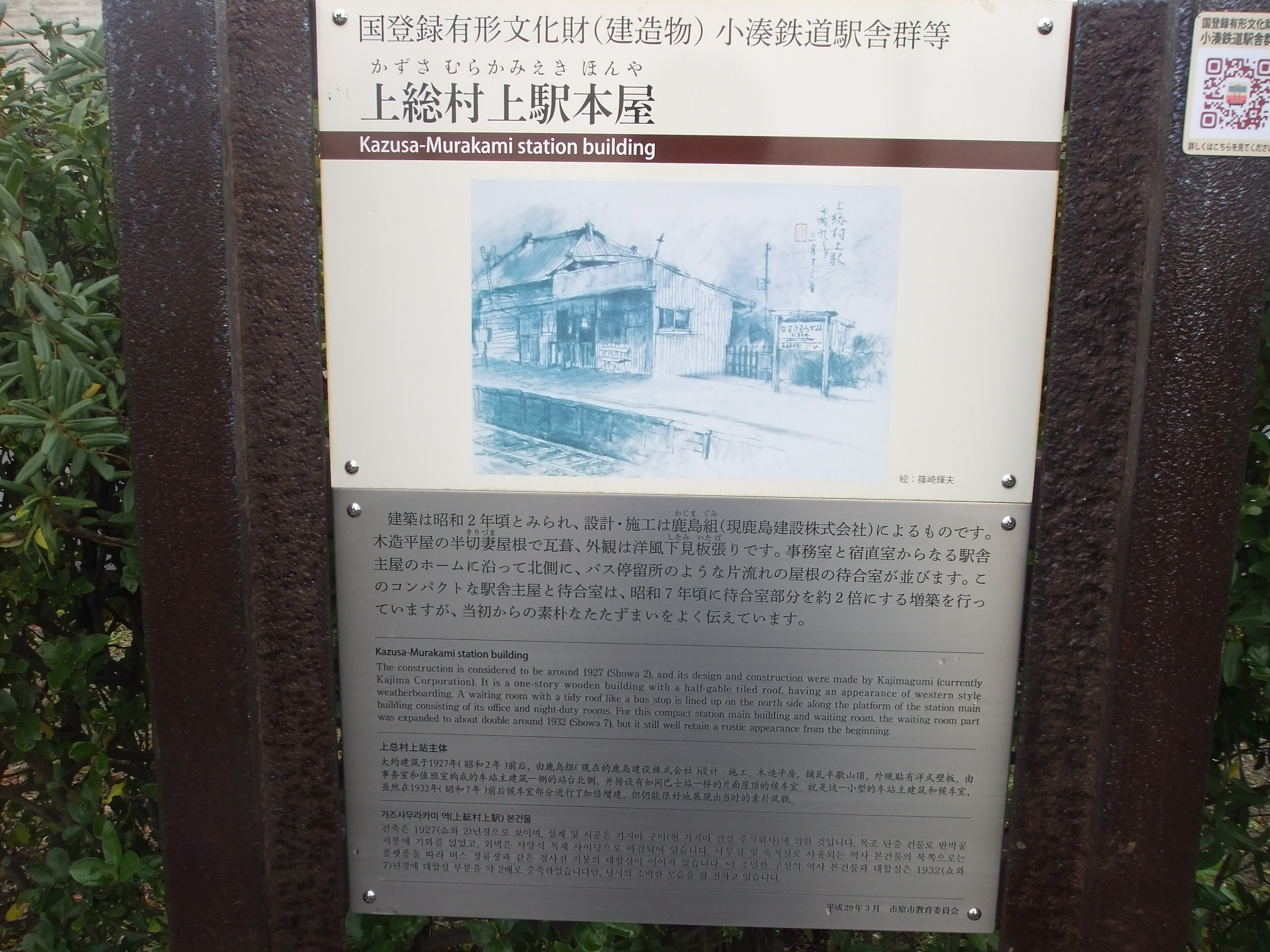
登録有形文化財の説明看板（2017年11月）

### のりば
| 番線 | 路線        | 方向 | 行先         |
| ---- | ----------- | ---- | ------------ |
| 1    | ■小湊鉄道線 | 上り | 五井方面     |
| 2    | ■小湊鉄道線 | 下り | 上総中野方面 |

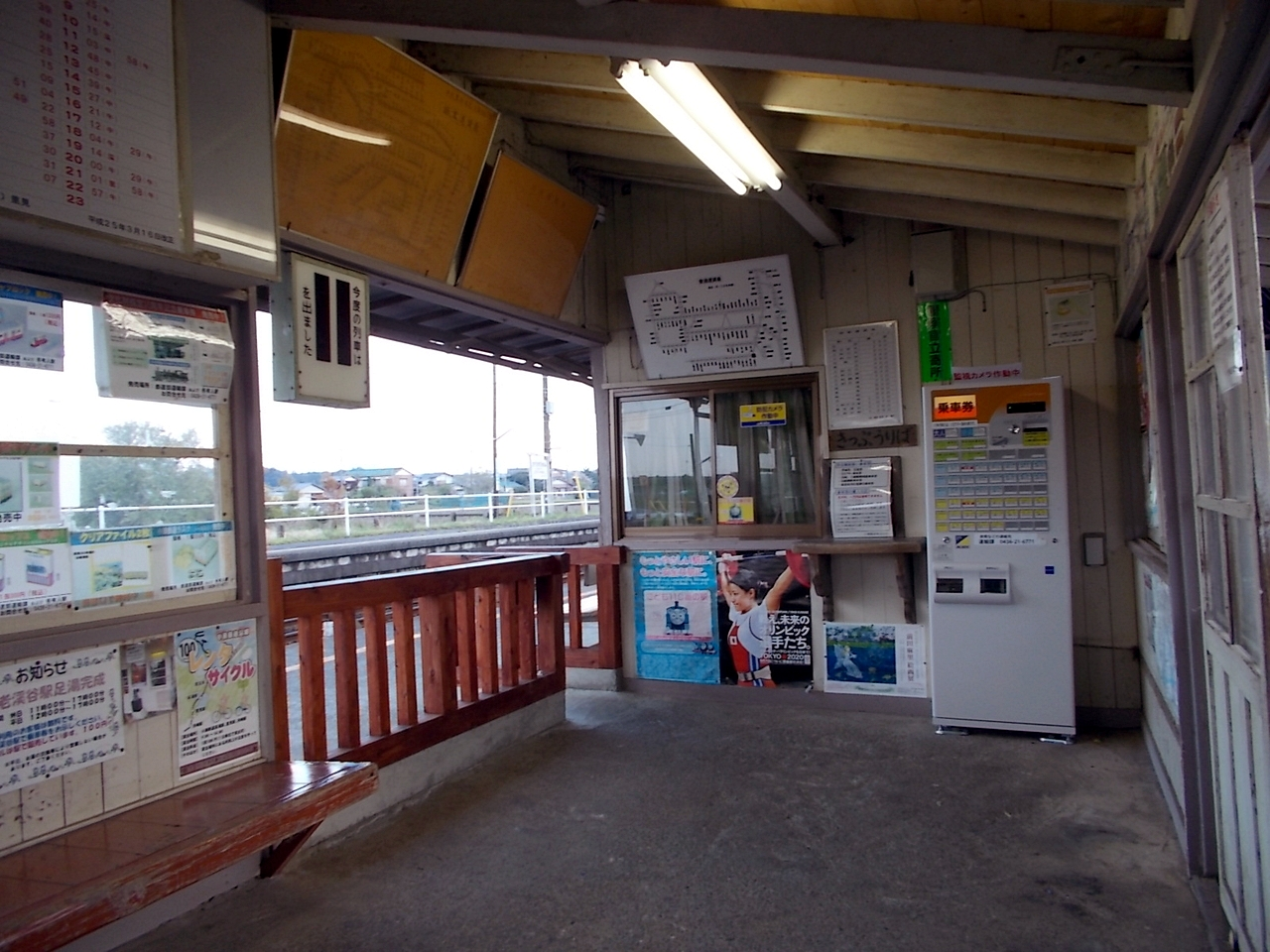
駅構内（2013年4月）
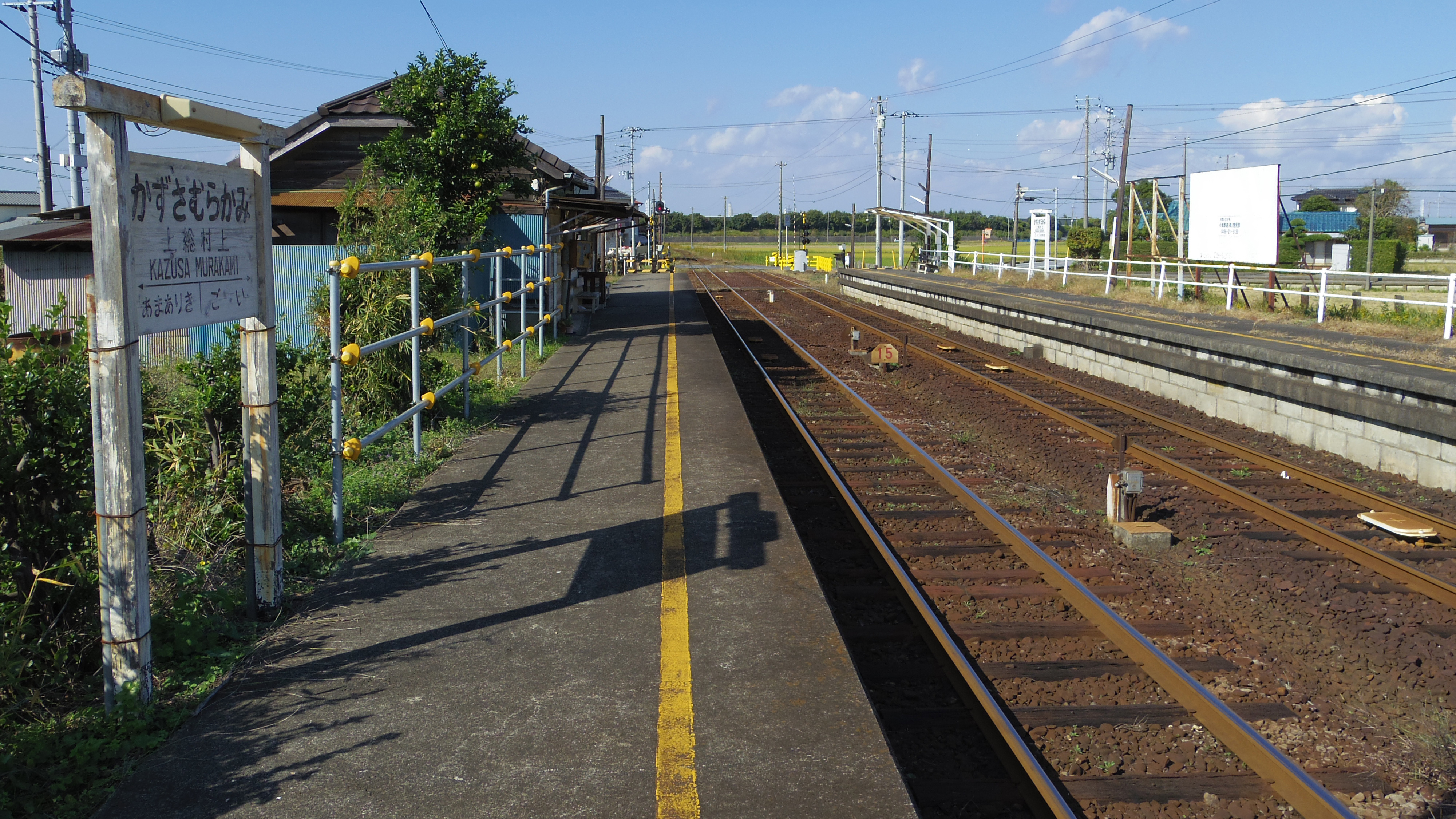
上り線ホーム（2015年11月）
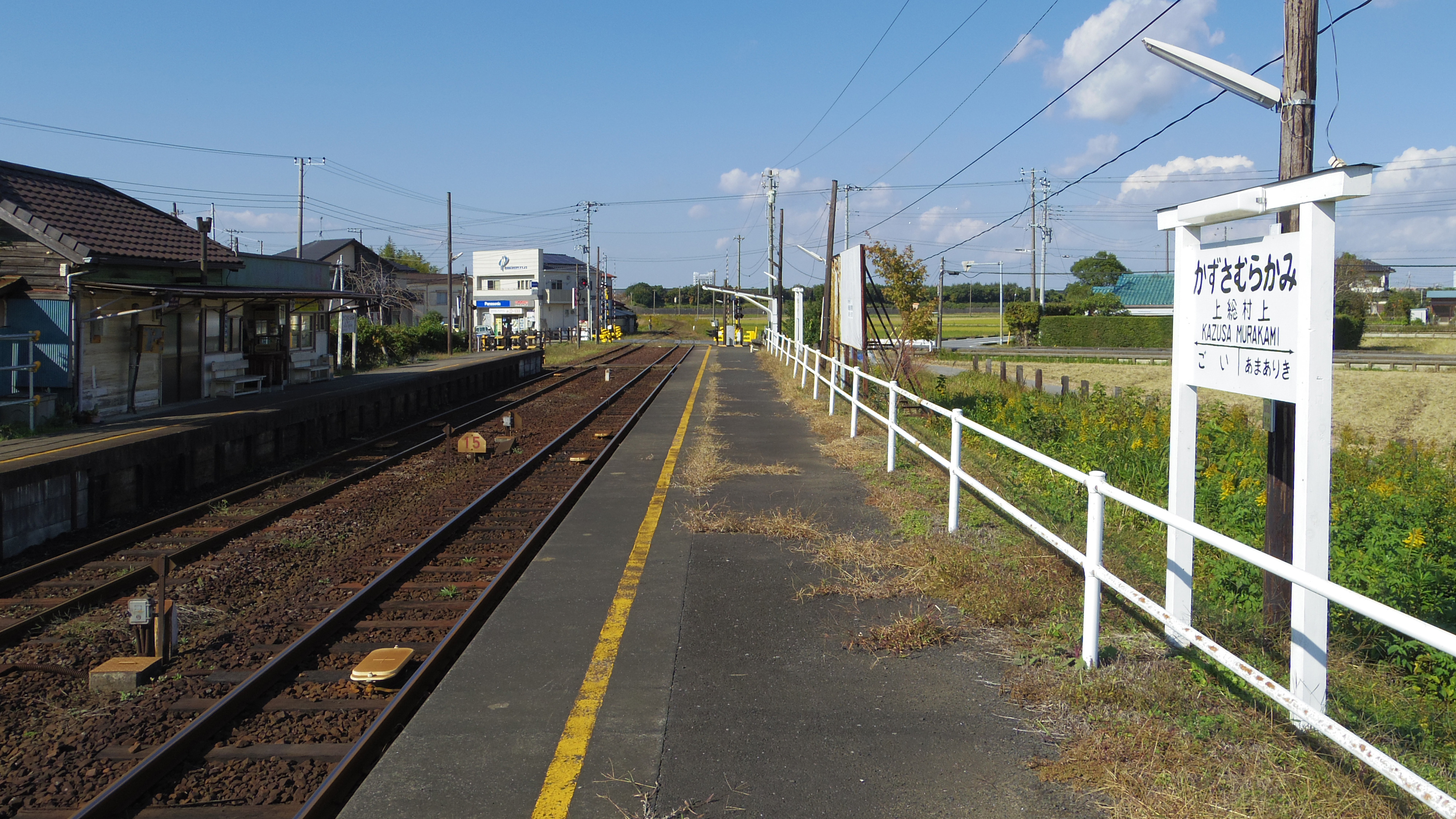
下り線ホーム（2015年11月）

## 利用状況
2020年度の1日平均乗車人員は76人である。
近年の一日平均乗車人員推移は下表の通り。
| 乗車人員推移       | 乗車人員推移      | 乗車人員推移 |
| 年度               | 一日平均 乗車人員 | 備考         |
| ------------------ | ----------------- | ------------ |
| 2007年（平成19年） | 112               | [ * 2 ]      |
| 2008年（平成20年） | 116               | [ * 3 ]      |
| 2009年（平成21年） | 106               | [ * 4 ]      |
| 2010年（平成22年） | 108               | [ * 5 ]      |
| 2011年（平成23年） | 97                | [ * 6 ]      |
| 2012年（平成24年） | 105               | [ * 7 ]      |
| 2013年（平成25年） | 95                | [ * 8 ]      |
| 2014年（平成26年） | 108               | [ * 9 ]      |
| 2015年（平成27年） | 104               | [ * 10 ]     |
| 2016年（平成28年） | 107               | [ * 11 ]     |
| 2017年（平成29年） | 111               | [ * 12 ]     |
| 2018年（平成30年） | 106               | [ * 13 ]     |
| 2019年（令和元年） | 100               | [ * 14 ]     |
| 2020年（令和02年） | 76                | [ * 1 ]      |

## 駅周辺

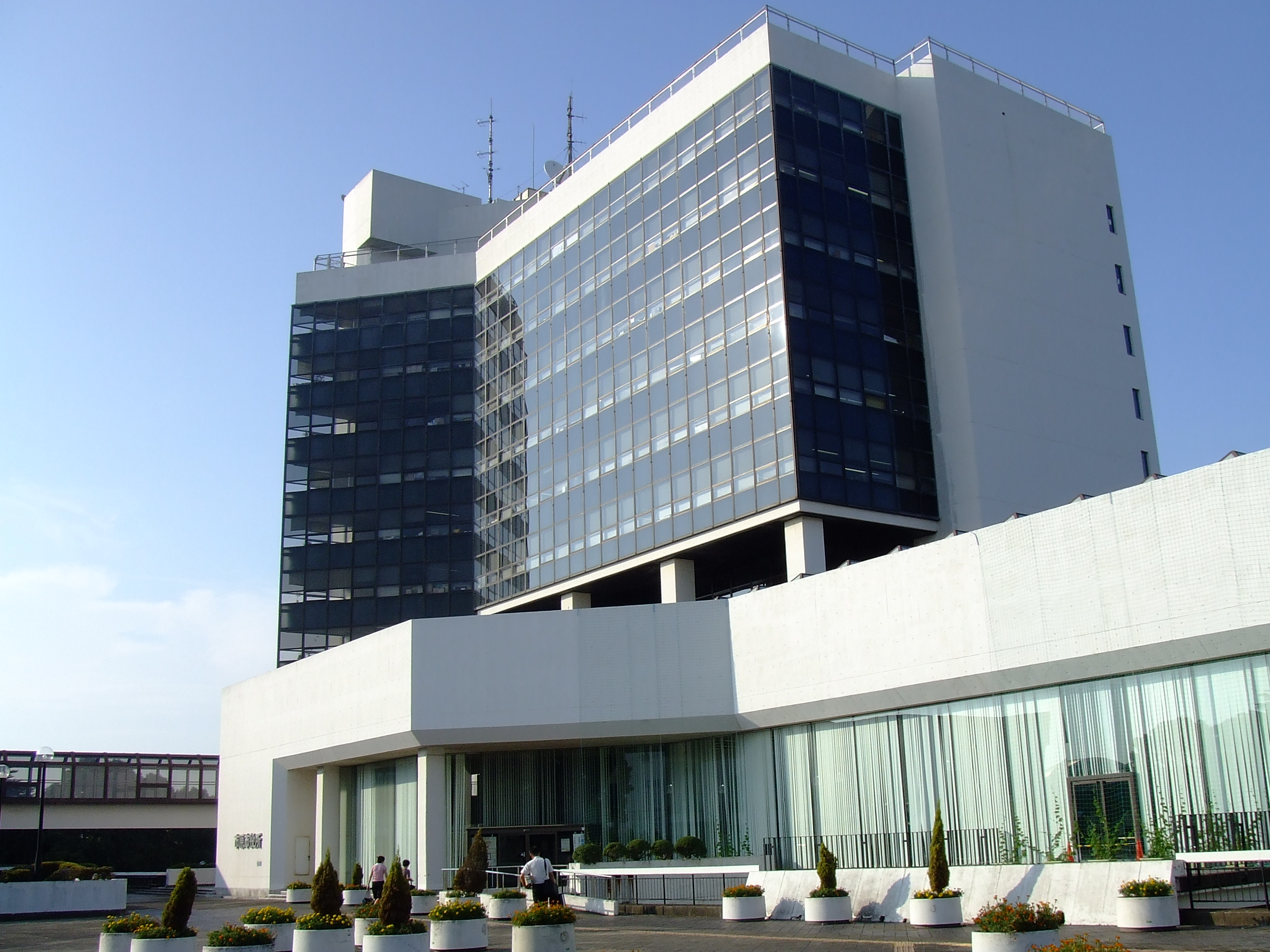
市原市役所

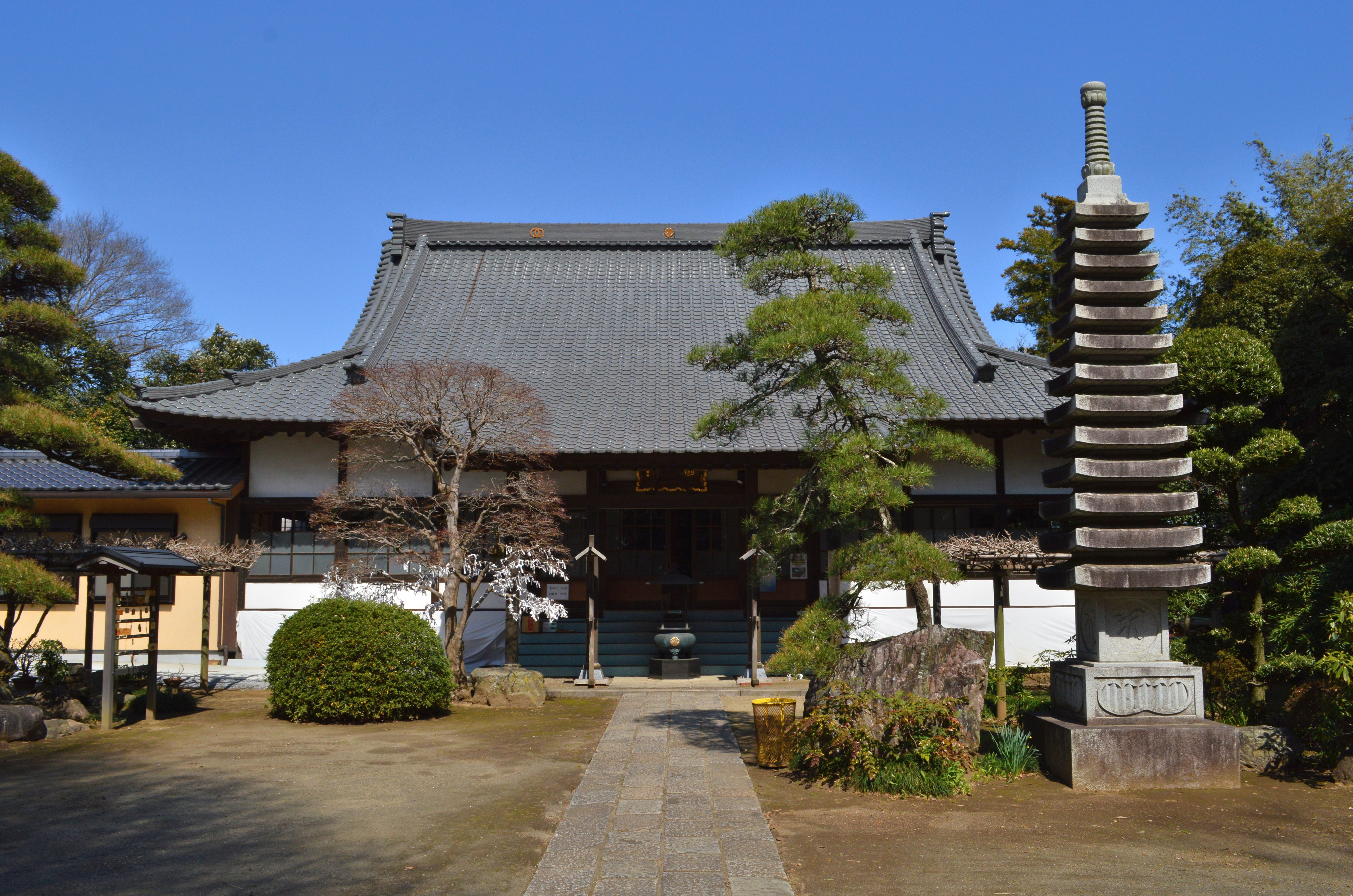
上総国分寺 本堂

- 館山自動車道 市原IC （市原バスターミナル）
- 国道297号
- 千葉県道21号五井本納線
- 千葉県道140号五井山倉線
- 千葉県道141号五井町田線
- 養老川西広板羽目堰
- 市原市役所
- 市原市市民会館
- 市原市立国分寺台中学校
- 市原市立国府小学校
- 市原市立国分寺台小学校
- 上総国分寺跡
- 戸隠神社（上総国総社）
- 上下諏訪神社
- マルエツ 市原国分寺台店
- 国分寺中央公園

## 隣の駅
小湊鉄道
■小湊鉄道線
五井駅 - 上総村上駅 - *西広駅 - 海士有木駅
*打消線は廃駅（1944年廃止）